# Langensari (Lembang)
Langensari is een bestuurslaag in het regentschap Bandung Barat van de provincie West-Java, Indonesië. Langensari telt 12.308 inwoners (volkstelling 2010).